# 6170 Levasseur
A 6170 Levasseur (ideiglenes jelöléssel 1981 GP) egy marsközeli kisbolygó. Edward L. G. Bowell fedezte fel 1981. április 5-én.